# Афанасий (Савинский)
Афанасий Савинский (1765—1811) — архимандрит Алексеевского Акатова монастыря, педагог и ректор Новгородской и Воронежской духовных семинарий Русской православной церкви.

## Биография
Родился в 1765 году в Малороссии. Образование получил в Переяславской духовной семинарии и Киевской духовной академии. 
По окончании обучения, с 1787 по 1799 год Савинский был преподавателем в Переяславской духовной семинарии.
1 марта 1799 года Савинский постригся в монашество с именем Афанасия и в том же году был рукоположен в иеродиакона и иеромонаха, состоял членом семинарского правления и библиотекарем. 
24 июня 1799 года Афанасий Савинский был назначен соборным иеромонахом Киево-Печерской лавры, а в 1800 году учителем в Александро-Невскую академию (ныне Санкт-Петербургская духовная академия), катехизатором и соборным иеромонахом Александро-Невской лавры. 
23 июля 1801 года Афанасий Савинский был перемещен в Новгородскую духовную семинарию префектом и игуменом Кириллова Новгородского монастыря, а в начале 1804 года был возведен в сан архимандрита Новгородского Антониева монастыря и назначен ректором семинарии. В этом же году он заболел и уволен на покой в полтавский архиерейский дом. 
По выздоровлении, с 1806 года, Афанасий Савинский толковал Священное Писание в Полтавской духовной семинарии, а с 17 января 1807 года был настоятелем Алексеевского Акатова монастыря и ректором Воронежской духовной семинарии. 
По отзывам современников, отец Афанасий славился, как красноречивый проповедник; из проповедей его известны две: «Слово по случаю пожалования грамоты дворянам» и «Слово пред выбором судей» (Москва, 1810 год).
Афанасий Савинский скончался 22 декабря 1811 года.